# Alexander Gordon-Lennox
Alexander Francis Charles Gordon-Lennox (14 juin 1825-22 janvier 1892), est un homme politique conservateur britannique.

## Biographie
Gordon-Lennox est le quatrième fils de Charles Gordon-Lennox (5e duc de Richmond), et de Caroline, fille du maréchal Henry Paget, 1er marquis d'Anglesey. Charles Gordon-Lennox (6e duc de Richmond) et Lord Henry Lennox sont ses frères aînés et George Gordon-Lennox son frère cadet.
Gordon-Lennox est élu député de New Shoreham en 1849, siège qu'il occupe jusqu'en 1859. Il est également capitaine dans les Royal Horse Guards.
Il épouse Emily, fille du colonel Charles Towneley et de Caroline Molyneux, en 1863. Ils ont un fils, Cosmo Charles Gordon-Lennox (1869-1921), qui épouse Marie Etherington, avant de mourir sans enfant. Lord Alexander est décédé en janvier 1892, à l'âge de 66 ans. Sa femme est décédée en décembre de la même année.